# 34687 Isahaku
34687 Isahaku è un asteroide della fascia principale. Scoperto nel 2001, presenta un'orbita caratterizzata da un semiasse maggiore pari a 2,5268221 au e da un'eccentricità di 0,1809041, inclinata di 9,08811° rispetto all'eclittica.